# 刘菊花
刘菊花，中国科普作家方舟子的妻子，前新华社记者。2000年至2002年就读于中国社会科学院研究生院新闻系硕士研究生，方向为新闻学，导师时统宇。

## 硕士论文涉嫌抄袭事件
2011年初，刘菊花的硕士论文《国际传媒巨头对当代中国传媒文化的影响》被网友揭露存在严重的抄袭剽窃问题。学者葛莘和其他举报人多次讨论后得出结论：刘菊花论文约31000字，共有159个自然段，其中146个自然段(约28000字)含有来自他人的文字，但只有70个自然段含有标明出处的“注释”。其中第二章第一节1600余字，出自刘菊花之手的文字，最多不过118字，即只有7%的“自主率”。
4月25日，在收到学者葛莘整理的资料后，刘菊花当年硕士论文答辩委员会主席陈力丹教授表示：“根据现在的测试软件，她的重复率会超限，估计差不多可算抄袭，但问题复杂在有较多的注明了出处，如何算要由社科院研究生院来判断。”26日，陈力丹再次发表博客文章，称：“根据看到的对照材料，虽然刘菊花在不少地方注明了出处，但颇为含糊，而且就现在的重复率看，估计超限了，得算抄袭。”同时，陈力丹将举报材料发给了社科院研究生院新闻系主任，请他转研究生院，“根据院内规定来公正处理，该怎么办就怎么办”。

### 刘菊花回应
刘菊花本人很少接受外界采访，对于本次事情的回应发表在方舟子的博客，题为《问心无愧》。文中刘菊花回应说，“无论此事结局如何，我都会全部笑纳，就算是为支持方舟子打假所付出的一点小小牺牲吧。这篇低水平硕士论文，应该是我唯一的弱点，此后更没有任何泼污抹黑能影响到我”。

## 绿坝事件
2009年6月，新华网发表署名“冯晓芳、刘菊花”的《计算机预装过滤软件是保护青少年免受互联网不良信息影响》一文，文中声称「网上论坛共征集到1813份有效用户反馈，92%的用户认为有必要通过政府采购绿色上网过滤软件供社会免费使用以净化网络环境，70%以上的用户对软件产品质量和技术支持服务表示满意」。

### 刘菊花回应
2012年3月6日，刘菊花通过方舟子的博客发表文章《过洁世同嫌》，称自己“矜而不争”、“泰而不骄”、“世上又美又纯的女孩，如果我不算，那就真的没有了”。同时她也称前两篇关于“绿坝”的文章为同事代笔而署上其姓名发表。
关于绿坝未被政府采用一事，刘菊花自称在其中起到了关键性的作用。

## 孙海峰言论
发微博称刘菊花是“新华社造假记者”，“靠给领导当保姆才被推荐读研究生”，实名认证为深圳大学传播系副主任的孙海峰被刘菊花告上法庭。2014年5月5日，海淀法院披露：孙海峰被一审判决删除侵权微博，向刘菊花公开赔礼道歉，并赔偿精神损害抚慰金1万元及诉讼合理支出11555元。

## 家庭
- 丈夫：方是民

## 部分作品
按发表日期排列：
- 《网络奇才方舟子》（约发表于2000年[10]）[11]
- 《齐抓共管保障儿童网上安全》（2009年5月18日）[12]
- 《工信部：7月1日起出厂和销售的计算机应预装上网过滤软件》（2009年6月9日）[13]
- 《工信部：计算机预装过滤软件是保护青少年免受互联网不良信息影响》(2009年6月9日)[14]
- 《工业和信息化部：绿坝各项服务均工作均保持正常》（2010年7月20日）[15]